# Linoú
Linoú är en ort i Cypern.   Den ligger i distriktet Eparchía Lefkosías, i den centrala delen av landet, 40 km väster om huvudstaden Nicosia. Linoú ligger 305 meter över havet och antalet invånare är 216. Den ligger på ön Cypern.
Terrängen runt Linoú är huvudsakligen kuperad, men åt nordost är den platt. Terrängen runt Linoú sluttar norrut.Trakten runt Linoú är glesbefolkad, med 18 invånare per kvadratkilometer. Närmaste större samhälle är Mórfou, 16,6 km nordost om Linoú. Trakten runt Linoú är i huvudsak ett öppet busklandskap.